# Péter Szijjártó
Dans le nom hongrois Szijjártó Péter, le nom de famille précède le prénom, mais cet article utilise l’ordre habituel en français Péter Szijjártó, où le prénom précède le nom.
Péter Szijjártó ([ˈpeːtɛɾ ˈsijjaːɾtoː]), né le 30 octobre 1978 à Komárom, est un homme politique hongrois, membre du Fidesz-Union civique hongroise. 
Il est depuis 2014 ministre des Relations économiques extérieures et des Affaires étrangères de Hongrie.

## Biographie
Il étudie aux États-Unis pendant un semestre en 1995-1996. En 1997, il obtient son baccalauréat au lycée bénédictin Czuczor Gergely de Győr et est admis à l'université de Sciences économiques de Budapest, dont il sort diplômé en 2002 dans les spécialités Relations internationales et Management sportif. Dans le même temps, il est membre, puis en 2001 l'un des vice-présidents nationaux, du mouvement de jeunesse du Fidesz, le Fidelitas.
Il est élu député Fidesz en 2002 sur la liste du département de Győr-Moson-Sopron, et est constamment réélu député jusqu'à aujourd'hui. Il acquiert une certaine notoriété politique en Hongrie du fait de son rôle de porte-parole du Fidesz à partir de 2006, puis de porte-parole personnel du Premier ministre Viktor Orbán à partir de 2010. En 2012, il est nommé secrétaire d'État, est chargé des relations internationales du cabinet du Premier ministre, puis également de l'ouverture à l'Est, et préside huit commissions gouvernementales. Il fait alors un voyage aux États-Unis afin de « présenter les décisions gouvernementales prises au cours de la rénovation du pays », définissant son rôle comme celui de « sherpa », dans un contexte difficile où la Hongrie avait été accusée de « déficit démocratique » par le secrétaire d'État adjoint américain.
Le 23 septembre 2014, il remplace Tibor Navracsics, nommé commissaire européen, au poste de ministre des Relations économiques extérieures et des Affaires étrangères. Il indique peu après que ses principaux objectifs stratégiques en matière de politique économique extérieure sont de mener au plus haut, en comparaison avec les autres pays européens ou centre-européens, la participation de l'industrie aux résultats économiques, la proportion d'export dans le PNB, ainsi que le capital actif direct par habitant.